# (73598) 2912 T-2
(73598) 2912 T-2 – planetoida z pasa głównego asteroid okrążająca Słońce w ciągu 3,34 lat w średniej odległości 2,23 j.a. Odkryta 30 września 1973 roku.